# Diodor Cronos
Diodor Cronos o Diodor Cronus (Diodorus Cronus, Διόδωρος) fou un filòsof grec que va viure a la cort d'Alexandria durant el regnat de Ptolemeu I Sòter, del qual es diu que va ser qui li va posar el sobrenom de "Cronos". Pertanyé a l'escola megàrica i fou el quart dels caps d'aquesta escola.
Fou famós per les seves habilitats dialèctiques per les que fou anomenat διαλεκτικός, o διαλεκτικώτατος. Els seus descendents van portar el cognom de Dialèctic incloses les filles.
Es va ocupar d'elaborar una teoria per a posar a prova propostes hipotètiques. Va rebutjar la divisió de les nocions fonamentals; mantingué que l'espai era indivisible i va rebutjar l'existència de duplicitats en el temps i l'espai, però va admetre que les coses que omplien l'espai es podien descompondre en infinits nombre de partícules acostant-se a les teories atomistes de Demòcrit.

## Vida
Segons el cronista Diògenes, Diodor era fill d'un tal Amínies de Iasos, (a la regió de Cària). Va viure a la cort d'Alexandria durant el regnat de Ptolemeu I Sòter. Alguns diuen que va rebre el renom de Cronos(Temps) per la seva mala manya en resoldre uns problemes dialèctics proposats per Estilpó quan els dos filòsofs estaven menjant amb el rei. Es diu que del desesper que li va provocar aquest fet va morir en tornar a casa, però segons Estrabó fou ell mateix qui va adoptar el renom en honor del seu mestre Apol·loni Cronos. Altres escrits daten la seva mort el 284 aC. Encara que no es coneix amb certesa la data del seu naixement, durant un temps es va creure que va viure prou com per a haver influït en Aristòtil (384–322 aC), però finalment s'ha descartat aquesta hipòtesi per no haver proves definitives.
Diodor va obtenir fama per la seva destresa dialèctica i això va fer que tingués el sobrenom de El dialèctic. Aquest sobrenom el van heretar les seves cinc filles: Menexene, Argia, Theognis, Artemesia i Pantaclea, que també van ser distingides practicants de l'art de la dialèctica. Entre els seus alumnes estaven Filó de Mègara i Zenó de Cítion el fundador de l'Estoïcisme. Tot i rebre influència de l'escola de Mègara no queda clar fins a quin punt Diodor i els seus companys de dialèctica estaven connectats amb les idees d'aquella escola filosòfica.

## Pensament
Sobre les doctrines de Diodor només se'n tenen fragments d'informació, ni tan sols es coneixen els títols de les seves obres. Pel que sembla va aprofundir en l'art de la dialèctica iniciat pels filòsofs de Mègara. Va estar molt enfeinat en una teoria per a demostracions i proposicions hipotètiques. De la mateixa manera que en lògica rebutjava la divisibilitat de la noció fonamental, en les seves doctrines físiques mantenia la idea que l'espai era indivisible i, conseqüentment, que el moviment era impossible. Va negar a més l'entrada a l'existència i tota multiplicitat, tant en el temps com en l'espai; però va considerar que les coses omplen l'espai com tot un compost format per un nombre infinit de partícules indivisibles.
Diodor feia servir la paradoxa del munt i se li atribueix la invenció de dues paradoxes del mateix estil anomenades l'home de la màsquera i les banyes, les quals són també atribuïdes a Eubúlides de Milet. Una altra idea que rebutjava era la creença que les paraules puguin ser ambigües, perquè segons ell si es donen incerteses en la comunicació són sempre degudes al fet que el parlant s'expressa incorrectament o de forma poc clara.

### Argument Dominant
Aristòtil a la seva obra "Περὶ Ἑρμηνείας" (De la interpretació, havia plantejat el problema dels contingents futurs. Concretament si es pot contemplar els contingents futurs amb el significat de vertaders o falsos en el moment present, si el futur està obert, i en cas que així sigui, com?
En resposta al problema, Diodor va proposar que allò possible es podia identificar amb allò necessari; d'aquesta manera el futur seria tan cert i estaria tan definit com el passat. Alexandre d'Afrodísies diu que Diodor creia que (un fet aïllat) és possible tant si està passant en el moment actual com si passés en algun temps futur. Quan es parla de fets enregistrats en el passat, sabem prou bé si un fet donat ha passat o no, tot i no saber quina de les dues opcions és la certa; i, per tant, només podem afirmar que el fet "pot" haver passat. Amb el mateix procés de raonament aplicat al futur, si l'afirmació que un fet donat succeirà en algun temps futur és positivament certa o l'afirmació que mai succeirà en un temps futur és la certa, només representa la nostra ignorància sobre quina de les dues possibilitats és la certa. Mentre que si el fet donat mai succeeix en cap moment futur, és impossible.
Diodor encara va anar més lluny, formulant un argument que és conegut com l'"argument dominant" (ho kurieuôn logos) o també "argument victoriós". Epictet de Hieràpolis en va donar una breu descripció:
«L'argument anomenat Argument dominant sembla haver estat proposat a partir dels següents principis: Existeix de fet contradicció entre aquestes tres proposicions, cada parella contradiu a la tercera. les proposicions són: (1) Tota certesa en el passat ha de ser necessària; (2) que una impossibilitat no es pot deduir d'una possibilitat; (3)una cosa és possible que ni és ni serà cert. Diodor observant aquestes contradiccions va emprar la força probativa de les dues premisses inicials per a demostrar aquesta proposició: Que res és possible doncs no és cert i mai en serà.»
La descripció que fa Epictet de l'argument dominant no és la forma com l'hauria presentat Diodor, fet que dificulta conèixer amb precisió l'autèntica natura d'aquest argument. Segons la lògica actual no és clar per què aquestes tres premisses són considerades inconsistents, o per què les dues primeres han de portar a la negació de la tercera. En conseqüència, la interpretació moderna assumeix que hi devien haver altres premisses en aquest argument que, tàcitament es donaven per conegudes per Diodor i pels seus contemporanis.
Una possible reconstrucció seria la següent: Segons Diodor, si un futur esdeveniment no ha de passar, llavors se'n dedueix que era una certesa en el passat dir que no passaria. Partint del fet que tota certesa en el passat és necessària (proposició 1), era que en el passat no passés. Partint del fet que d'allò que és impossible no es pot deduir d'allò que és possible (proposició 2), sempre ha de ser impossible que el fet passi. Per tant, si algun fet no serà cert, mai serà possible que arribi a ser cert i, per tant, la proposició 3 queda demostrada com a falsa.
Epictet assenyalava que Pantedos, Cleantes i Antípater de Tars havien fet ús de la segona i tercera proposicions per a demostrar que la primera proposició era falsa. D'altra banda, Crisip de Soli, coincidia amb Diodor en que tota certesa sobre un esdeveniment en el passat, és necessàriament vertadera, però en canvi, atacava el punt de vista de Diodorus dient que allò que és possible ha de ser cert o en serà. Per tant, va fer ús de la primera i tercera proposicions per a demostrar que la segona proposició era falsa.

### Ressò i implicacions
La importància de les seves aportacions a la filosofia ve de dos fets:
1. Del seu argument dominant se'n pot inferir que tot el que succeeix ha de succeir necessàriament, i que la mateixa immutabilitat que es dona per als fets passats es dona també per als futurs; cosa que plantejava el problema de la llibertat humana o lliure albir.
2. Però més decisiu per al desenvolupament posterior de la lògica és el fet que s'oposés a la noció d'implicació defensada per Filó de Mègara, postulant l'anomenada implicació diodòrica: Donats dos enunciats p i q, p implica q si, i només si, per a qualsevol temps t no és possible que p sigui vertader i q fals.[21]

| p | q | p → q |
| - | - | ----- |
| V | V | V     |
| V | F | F     |
| F | V | V     |
| F | F | V     |